# Nicetas, o Patrício
São Nicetas, o Patrício (em grego: Νικήτας Πατρίκιος; romaniz.: Niketas Patrikios; 761/762 - 6 de outubro de 836), geralmente identificado com Nicetas Monômaco (em grego: Νικήτας Μονομάχος), foi um oficial eunuco e general bizantino da Paflagônia ativo na virada do século IX, que mais tarde na vida se tornou um monge e um oponente fervoroso da iconoclastia. Ele é honrado como santo e um Confessor da Fé pela Igreja Ortodoxa. Seu dia de festa é em 13 de outubro ou 3 de abril.

## Vida

### Infância e carreira

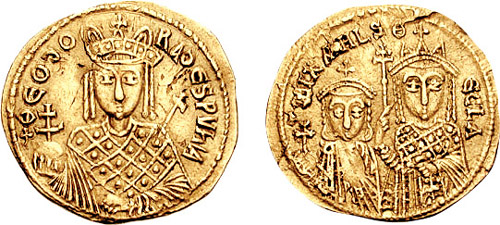
Soldo de r. e Teodora r.

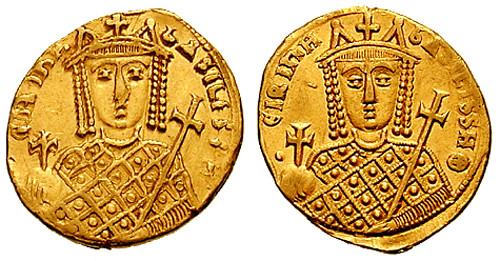
Soldo de Irene r.

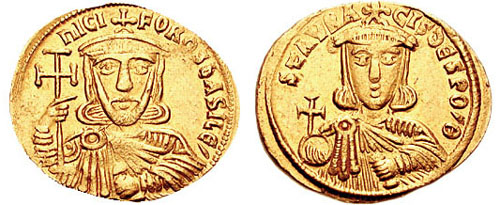
Soldo de r. e seu filho e sucessor Estaurácio r.

Nicetas nasceu na Paflagônia em 761-762, e seus pais provavelmente chamavam-se Gregório e Ana. A tradição posterior afirma que ele era descendente da imperatriz Teodora, esposa de Teófilo (r. 829–842) Isso é provavelmente impossível, mas algum tipo de relação não pode ser excluída. Outra tradição relata que ele também foi um parente da imperatriz Irene (r. 797–802). Segundo sua hagiografia, foi castrado por seus pais na infância, recebeu uma boa educação e foi enviado para Constantinopla aos 17 anos (ca. 778), onde entrou em serviço da corte imperial. Segundo a mesma fonte, Nicetas distinguiu-se entre os eunucos cortesãos e chamou a atenção da imperatriz-mãe Irene, que cuidou dos assuntos imperiais como regente após 780. Irene promoveu-o devido sua habilidade e seus laços de parentesco. Em 787, aparentemente Nicetas representou a imperatriz Irene no Segundo Concílio de Niceia, porém, dado a juventude de Nicetas é provável ser uma invenção de seu hagiógrafo,
Logo depois, ele foi promovido para a posição de patrício, e foi enviado à Sicília como governador (estratego) do tema. Por conta dessa informação, ele é normalmente identificado com o patrício e estratego da Sicília Nicetas, que em 797 enviou uma embaixada para Carlos Magno, bem como com o patrício Nicetas Monômaco, que levou a mão de Santa Eufêmia para Constantinopla ca. 796 e construiu uma igreja na Sicília para abrigar as relíquias sagradas. O mandato de Niceta como governador da Sicília é, assim, colocado ca. 796-797, e terminou antes de 799, quando um certo Miguel foi governador do Tema da Sicília. Se "Monômaco" represente um nome familiar em vez de uma alcunha (significa "combatente único"), Nicetas seria o primeiro membro atestado da família Monômaco, que ascenderia no século XI e produziria membros que ocupariam cargos, bem como um imperador, Constantino IX Monômaco (r. 1042–1055).
Quase nada se sabe das atividades de Nicetas na década após a deposição de Irene em 802. Segundo sua hagiografia, ele queria retirar-se para um mosteiro, mas foi proibido de fazê-lo pelo então imperador Nicéforo I, o Logóteta (r. 802–811) e seu filho Estaurácio. Contudo, ele foi tentativamente identificado com algumas pessoas de mesmo nome e posição mencionadas nas crônicas: assim, pode ser o patrício Nicetas, que era dono da casa onde o Mosteiro de Gastria foi construído, ou o patrício Nicetas que foi um dos fundadores da Igreja de Santo Estêvão em Trigleia, Bitínia. Ele é também frequentemente equacionado com o almirante Nicetas que em 807-808 liderou a frota bizantina para recuperar a Dalmácia e Veneza, que por sua vez é às vezes identificado com o Nicetas que era logóteta geral em 808-811.

### Vida monástica

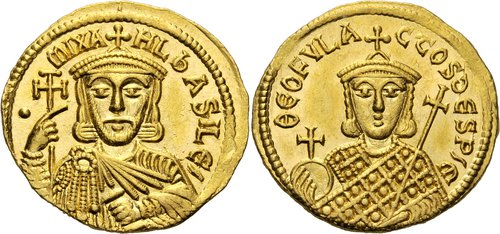
Soldo de r. e seu coimperador Teofilacto

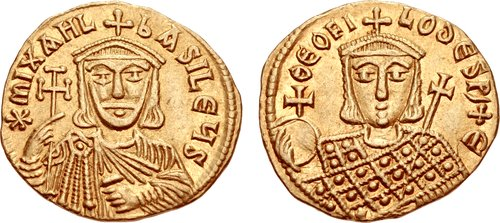
Soldo de r. e seu filho Teófilo r.

Com a ascensão de Miguel I Rangabe (r. 811–813) para o trono, Nicetas foi ao menos capaz de receber tonsura (final de 811). De fato, o novo imperador encorajou-o nessa empreitada, serviu como seu patrocinador, e deu-lhe o Convento de Crisonice, próximo da Porta Dourada, onde Nicetas aposentou-se. Nicetas permaneceu no mosteiro como seu hegúmeno (abade) até final de 815, quando a segunda fase da iconoclastia começou sob auspícios de Leão V, o Armênio (r. 813–820). Recusando-se a reconhecer as políticas iconoclastas do imperador, Nicetas deixou a capital e dirigiu-se para um de seus subúrbios. Ele foi acusado em certo momento de abrigar um ícone, mas sofreu punimento algum exceto a confiscação da imagem e seu confinamento para prisão domiciliar.
Nada se sabe de sua vida durante o reinado de Miguel II, o Amoriano (r. 820–829), mas no começo do reinado do filho e sucessor de Miguel, Teófilo, a perseguição dos iconófilos intensificou, e monges em particular tornaram-se os alvos do zelo iconoclasta do imperador. Apesar de sua provável conexão familiar com a esposa de Teófilo, Nicetas foi forçado a aceitar a comunhão com o patriarca iconoclasta, Antônio I Cassímata, ou então exilar-se. Niceta escolheu a última, e com um punhado de discípulos e outros monges partiu para a Bitínia. Ele gastou os anos seguintes movendo-de de localidade para localidade em torno da costa do mar de Mármara para evitar assédio dos oficiais iconoclastas, antes de finalmente estabelecer-se nas vilas de Zulupas e então Catésia, onde morreu em 8 de outubro de 836. Segundo as fontes, Nicetas era especialista em "curar homens das atormentados por desejos sexuais" (K. Ringrose).